# Sieglinde Gahleitner

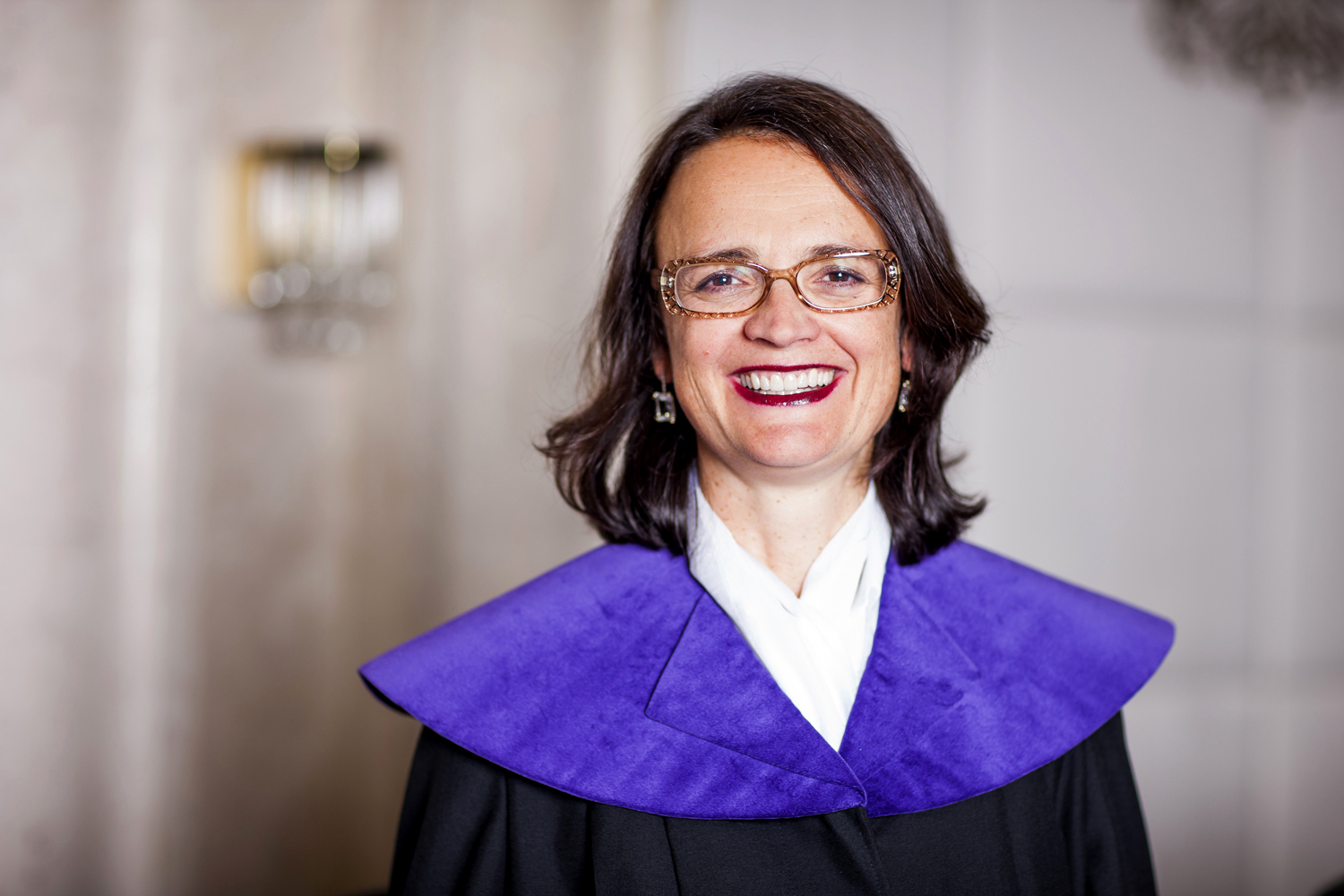
Sieglinde Gahleitner (2012)

Sieglinde Gahleitner (* 10. Mai 1965 in St. Veit im Mühlkreis) ist eine österreichische Juristin, Rechtsanwältin und Verfassungsrichterin. Sie ist selbständige Rechtsanwältin in Wien und Richterin am österreichischen Verfassungsgerichtshof.

## Beruflicher Werdegang
Sieglinde Gahleitner besuchte die Volksschule und die Unterstufe in St. Veit und der Bezirkshauptstadt Rohrbach in Oberösterreich. 1983 absolvierte Gahleitner die Matura am Bundesrealgymnasium Rohrbach. Im Anschluss daran begann sie im Jahr 1983 das Studium der Rechtswissenschaften an der Rechtswissenschaftlichen Fakultät der Universität Wien, wo sie im Jahr 1989 mit einem sozialrechtlichen Thema zur Doktorin der Rechte promoviert wurde. Noch kurz vor ihrem Studienabschluss absolvierte Sieglinde Gahleitner in den Jahren 1988/89 die Gerichtspraxis.
Von 1989 bis 1995 arbeitete sie in der Folge als sozialpolitische Referentin bei der Bundesarbeitskammer. 1995 erfolgte der Wechsel in eine Anwaltskanzlei, wo sie zunächst Rechtsanwaltsanwärterin wurde. 1998 wurde Sieglinde Gahleitner Partnerin in der Rechtsanwaltskanzlei Grießer/Gerlach/Gahleitner, 2011 machte sie sich mit ihrer eigenen Kanzlei selbständig und ist nunmehr als Rechtsanwältin in Wien tätig. Am 22. Dezember 2009 wurde sie von Bundespräsident Heinz Fischer mit Wirksamkeit zum 1. Jänner 2010 auf Vorschlag des Bundesrats zum Mitglied des Verfassungsgerichtshofs ernannt. Seit 2017 ist sie im Kollegium der Verfassungsrichter ständige Referentin.

## Nebenberufliche Tätigkeiten
Von 1999 bis 2009 gehörte sie der Übernahmekommission an, von 2008 bis 2013 war sie Stellvertretende Vorsitzende des Universitätsrates der Universität Salzburg. 2009 wurde sie zudem Mitglied des ORF-Stiftungsrats und des Bundeseinigungsamts. Seit 2012 ist Sieglinde Gahleitner Vizepräsidentin der Gesellschaft für Arbeitsrecht und Sozialrecht, zudem ist sie Mitglied im wissenschaftlichen Beirat der Fachzeitschrift Das Recht der Arbeit. Im Mai 2016 wurde sie zur Honorarprofessorin für Arbeits- und Sozialrecht an der Wirtschaftsuniversität Wien ernannt.

## Veröffentlichungen
- (mit Heinz Leitsmüller) Umstrukturierung und AVRAG. Orac, Wien 1996, ISBN 3-7007-0833-5.
- als Bearbeiterin: Europäische Aktiengesellschaft, SE-Kommentar. Linde, Wien 2004, ISBN 3-7073-0643-7.
- gemeinsam mit Rudolf Mosler als Herausgeberin: Arbeitsverfassungsrecht. Kommentierung der österreichischen Arbeitsverfassung in 5 Bänden. Verlag des ÖGB, Wien 2015, ISBN 978-3-99046-105-1.